# Detroit (film)
Detroit – amerykański dramat z 2017 roku w reżyserii Kathryn Bigelow. Film miał premierę 25 lipca 2017 roku.

## Fabuła
W lipcu 1967 roku dochodzi do zamieszek na tle rasowym pomiędzy czarnoskórymi mieszkańcami Detroit a lokalną policją, po tym jak funkcjonariusze doprowadzają do nalotu na nielegalny bar nocny, funkcjonujący jako klub Afroamerykanów. Po kilku dniach dochodzi do brutalnej i krwawej w skutkach interwencji policyjnej, której ofiarą padają przebywający w lokalnym motelu czarnoskórzy.

## Obsada
- John Boyega jako Dismukes
- Jack Reynor jako Demens
- Ben O’Toole jako Flynn
- Will Poulter jako Krauss
- Anthony Mackie jako Greene
- Jacob Latimore jako Fred
- Algee Smith jako Larry
- Jason Mitchell jako Carl
- Laz Alonso jako Conyers
- Darren Goldstein jako detektyw Tanchuck
- Chris Chalk jako oficer Frank
- Malcolm David Kelley jako Michael
- Leon Thomas III jako Darryl
- Glenn Fitzgerald jako detektyw Anderson
- Ephraim Sykes jako Jimmy
- Austin Hébert jako oficer Roberts
- Arthur Hiou jako strażak
- Peyton ‘Alex’ Smith jako Lee
- Nathan Davis Jr. jako Aubrey
- Hannah Murray jako Julie
- Joseph David-Jones jako Morris
- Kaitlyn Dever jako Karen
- Jeremy Strong jako adwokat Lang[1]

## Produkcja
Okres zdjęciowy odbył się w lipcu 2016 roku. Zdjęcia do filmu kręcono w stanie Michigan: w miejscowościach Detroit i Mason oraz w stanie Massachusetts: w Brockton, Lawrence i Bostonie (dzielnica Dorchester).

## Odbiór

### Box office
Budżet filmu jest szacowany na 34 miliony dolarów. W Stanach Zjednoczonych film zarobił 16,8 mln USD, natomiast w innych krajach przychody wyniosły około 6,6 mln USD, co przenosi się na łączny przychód ze sprzedaży biletów w wysokości blisko 23,4 miliona dolarów.

### Reakcja krytyków
Film spotkał się z pozytywną reakcją krytyków. W agregatorze recenzji Rotten Tomatoes 82% z 305 recenzji uznano za pozytywne, a średnia ocen wyniosła 7,6 na 10. Z kolei w agregatorze Metacritic średnia ważona ocen z 49 recenzji wyniosła 77 punktów na 100.

## Nagrody i nominacje
| Nagroda                                  | Kategoria                                                                                 | Wynik     |
| ---------------------------------------- | ----------------------------------------------------------------------------------------- | --------- |
| Nagroda Satelita                         | Najlepsza piosenka – It Ain’t Fair, wyk The Roots i Bilal                                 | nominacja |
| Czarna Szpula                            | Najlepszy film                                                                            | nominacja |
| Czarna Szpula                            | Najlepszy aktor (Algee Smith)                                                             | nominacja |
| Czarna Szpula                            | Najlepsza muzyka (James Newton Howard)                                                    | nominacja |
| Czarna Szpula                            | Najlepsza obsada                                                                          | nominacja |
| Międzynarodowy Festiwal Filmowy w Rzymie | Nagroda Marc’Aurelio – Udział w konkursie głównym (Kathryn Bigelow)                       | nominacja |
| Złote Szpule                             | Złota Szpula – Najlepszy montaż dźwięku w filmie pełnometrażowym – dialogi i technika ADR | nominacja |